# Leucettidae
Leucettidae é uma família de esponjas marinhas da ordem Clathrinida.

## Gêneros
- Leucetta Haeckel, 1872
- Pericharax Poléjaeff, 1883